# Eleições legislativas portuguesas de 2022 no distrito de Viseu
| Eleições legislativas portuguesas de 2022 Distritos: Aveiro \| Beja \| Braga \| Bragança \| Castelo Branco \| Coimbra \| Évora \| Faro \| Guarda \| Leiria \| Lisboa \| Portalegre \| Porto \| Santarém \| Setúbal \| Viana do Castelo \| Vila Real \| Viseu \| Açores \| Madeira \| Estrangeiro |

## Resultados por concelho
Os resultados nos concelhos do Distrito de Viseu foram os seguintes:

### Armamar
| Partido                 | Partido                        | Votos | %               | +/-  |
| ----------------------- | ------------------------------ | ----- | --------------- | ---- |
|                         | Partido Social Democrata       | 1 243 | 41,52 / 100,00  | 4,97 |
|                         | Partido Socialista             | 1 072 | 35,80 / 100,00  | 5,45 |
|                         | CHEGA                          | 218   | 7,28 / 100,00   | 6,80 |
|                         | CDS – Partido Popular          | 97    | 3,24 / 100,00   | 8,20 |
|                         | Coligação Democrática Unitária | 81    | 2,71 / 100,00   | 1,42 |
|                         | Iniciativa Liberal             | 77    | 2,57 / 100,00   | 2,12 |
|                         | Bloco de Esquerda              | 66    | 2,20 / 100,00   | 4,62 |
|                         | Outros (com menos de 1,00%)    | 77    | 2,57 / 100,00   |      |
| Votos Inválidos         | Votos Inválidos                | 63    | 2,10 / 100,00   | 2,24 |
| Total                   | Total                          | 2 994 | 100,00 / 100,00 |      |
| Eleitorado/Participação | Eleitorado/Participação        | 5 808 | 51,55 / 100,00  | 2,69 |

| Freguesia                | %     | %     | %     | %     | %    | %    | %    | Votantes |
| Freguesia                | PSD   | PS    | CH    | CDS   | CDU  | IL   | BE   | Votantes |
| ------------------------ | ----- | ----- | ----- | ----- | ---- | ---- | ---- | -------- |
| Freguesia                |       |       |       |       |      |      |      | Votantes |
| Aldeias                  | 49,70 | 18,93 | 11,24 | 3,55  | 2,96 | 2,96 | 3,55 | 169      |
| Aricera e Goujoim        | 31,19 | 35,78 | 1,83  | 20,18 | 0,92 | 5,50 | 0    | 109      |
| Armamar                  | 39,67 | 33,29 | 8,70  | 2,17  | 4,08 | 3,80 | 3,40 | 736      |
| Cimbres                  | 52,31 | 25,38 | 13,85 | 1,54  | 0    | 0    | 1,54 | 130      |
| Folgosa                  | 31,76 | 43,53 | 7,65  | 1,76  | 7,06 | 1,76 | 3,53 | 170      |
| Fontelo                  | 40,06 | 46,08 | 3,31  | 1,51  | 2,71 | 0,30 | 2,41 | 332      |
| Queimada                 | 35,92 | 28,17 | 7,75  | 7,04  | 2,11 | 8,45 | 2,82 | 142      |
| Queimadela               | 46,41 | 37,25 | 3,92  | 1,96  | 0,65 | 3,27 | 0,65 | 153      |
| Santa Cruz               | 60,23 | 18,18 | 9,09  | 6,82  | 2,27 | 0    | 1,14 | 88       |
| São Cosmado              | 38,17 | 46,89 | 4,15  | 2,07  | 1,66 | 0,83 | 1,24 | 241      |
| São Martinho das Chãs    | 55,88 | 27,57 | 6,99  | 2,21  | 0,74 | 2,21 | 1,84 | 272      |
| São Romão e Santiago     | 39,01 | 38,30 | 7,09  | 2,84  | 4,26 | 1,42 | 1,42 | 141      |
| Vacalar                  | 39,82 | 39,82 | 10,62 | 0,88  | 0    | 3,54 | 0,88 | 113      |
| Vila Seca e Santo Adrião | 29,80 | 48,48 | 7,58  | 4,04  | 3,03 | 1,52 | 1,01 | 198      |
| Armamar                  | 41,52 | 35,80 | 7,28  | 3,24  | 2,71 | 2,57 | 2,20 | 2 994    |

### Carregal do Sal
| Partido                 | Partido                        | Votos | %               | +/-  |
| ----------------------- | ------------------------------ | ----- | --------------- | ---- |
|                         | Partido Socialista             | 1 993 | 43,37 / 100,00  | 8,57 |
|                         | Partido Social Democrata       | 1 588 | 34,56 / 100,00  | 1,06 |
|                         | CHEGA                          | 383   | 8,34 / 100,00   | 7,03 |
|                         | Bloco de Esquerda              | 163   | 3,55 / 100,00   | 6,10 |
|                         | Iniciativa Liberal             | 96    | 2,09 / 100,00   | 1,70 |
|                         | CDS – Partido Popular          | 81    | 1,76 / 100,00   | 3,23 |
|                         | Coligação Democrática Unitária | 62    | 1,35 / 100,00   | 0,42 |
|                         | Outros (com menos de 1,00%)    | 110   | 2,40 / 100,00   |      |
| Votos Inválidos         | Votos Inválidos                | 119   | 2,59 / 100,00   | 2,69 |
| Total                   | Total                          | 4 595 | 100,00 / 100,00 |      |
| Eleitorado/Participação | Eleitorado/Participação        | 9 016 | 50,96 / 100,00  | 3,36 |

| Freguesia          | %     | %     | %     | %    | %    | %    | %    | Votantes |
| Freguesia          | PS    | PSD   | CH    | BE   | IL   | CDS  | CDU  | Votantes |
| ------------------ | ----- | ----- | ----- | ---- | ---- | ---- | ---- | -------- |
| Freguesia          |       |       |       |      |      |      |      | Votantes |
| Beijós             | 40,92 | 37,13 | 11,38 | 1,20 | 2,20 | 1,00 | 0,40 | 501      |
| Cabanas de Viriato | 47,28 | 32,97 | 6,54  | 3,27 | 2,45 | 1,50 | 0,82 | 734      |
| Carregal do Sal    | 40,71 | 35,66 | 8,87  | 3,62 | 2,85 | 1,62 | 1,23 | 1 545    |
| Oliveira do Conde  | 45,50 | 33,63 | 7,41  | 3,64 | 1,44 | 1,65 | 1,99 | 1 457    |
| Parada             | 41,62 | 33,24 | 9,22  | 6,70 | 0,56 | 4,47 | 1,68 | 358      |
| Carregal do Sal    | 43,37 | 34,56 | 8,34  | 3,55 | 2,09 | 1,76 | 1,35 | 4 595    |

### Castro Daire
| Partido                 | Partido                        | Votos  | %               | +/-  |
| ----------------------- | ------------------------------ | ------ | --------------- | ---- |
|                         | Partido Social Democrata       | 2 807  | 40,89 / 100,00  | 0,11 |
|                         | Partido Socialista             | 2 637  | 38,41 / 100,00  | 3,06 |
|                         | CHEGA                          | 682    | 9,93 / 100,00   | 9,26 |
|                         | CDS – Partido Popular          | 139    | 2,02 / 100,00   | 4,38 |
|                         | Bloco de Esquerda              | 116    | 1,69 / 100,00   | 3,35 |
|                         | Iniciativa Liberal             | 115    | 1,68 / 100,00   | 1,22 |
|                         | Coligação Democrática Unitária | 79     | 1,15 / 100,00   | 0,59 |
|                         | Outros (com menos de 1,00%)    | 134    | 1,95 / 100,00   |      |
| Votos Inválidos         | Votos Inválidos                | 156    | 2,27 / 100,00   | 2,76 |
| Total                   | Total                          | 6 865  | 100,00 / 100,00 |      |
| Eleitorado/Participação | Eleitorado/Participação        | 13 913 | 49,34 / 100,00  | 1,40 |

| Freguesia                 | %     | %     | %     | %    | %    | %    | %    | Votantes |
| Freguesia                 | PSD   | PS    | CH    | CDS  | BE   | IL   | CDU  | Votantes |
| ------------------------- | ----- | ----- | ----- | ---- | ---- | ---- | ---- | -------- |
| Freguesia                 |       |       |       |      |      |      |      | Votantes |
| Almofala                  | 53,04 | 29,57 | 4,35  | 7,83 | 0    | 0,87 | 0,87 | 115      |
| Cabril                    | 29,32 | 57,07 | 4,19  | 2,09 | 1,05 | 2,62 | 1,05 | 191      |
| Castro Daire              | 42,14 | 34,31 | 10,06 | 1,62 | 2,41 | 2,87 | 1,99 | 2 157    |
| Cujó                      | 50,63 | 30,38 | 6,33  | 3,80 | 0,63 | 1,90 | 0,63 | 158      |
| Gosende                   | 27,55 | 48,47 | 11,22 | 3,06 | 2,55 | 0,51 | 1,02 | 196      |
| Mamouros, Alva e Ribolhos | 38,94 | 39,09 | 14,55 | 1,21 | 1,36 | 1,06 | 0,76 | 660      |
| Mezio e Moura Morta       | 42,75 | 30,92 | 9,54  | 3,44 | 2,67 | 0,38 | 1,53 | 262      |
| Mões                      | 35,27 | 41,70 | 12,12 | 1,58 | 2,30 | 2,18 | 0,73 | 825      |
| Moledo                    | 45,43 | 40,22 | 8,26  | 1,09 | 0,87 | 0    | 0,22 | 460      |
| Monteiras                 | 45,73 | 30,34 | 15,38 | 5,56 | 0    | 0,43 | 0    | 234      |
| Parada de Ester e Ester   | 37,79 | 50,39 | 4,88  | 0,77 | 0,51 | 0,77 | 0,77 | 389      |
| Pepim                     | 55,24 | 34,97 | 4,90  | 0,70 | 1,40 | 0    | 0,70 | 143      |
| Picão e Ermida            | 48,67 | 28,32 | 8,41  | 5,31 | 3,54 | 2,21 | 0,88 | 226      |
| Pinheiro                  | 42,98 | 43,27 | 7,60  | 1,46 | 0,58 | 0    | 0,88 | 342      |
| Reriz e Gafanhão          | 33,74 | 47,85 | 7,67  | 2,45 | 0,31 | 1,23 | 1,53 | 326      |
| São Joaninho              | 43,09 | 32,04 | 16,02 | 1,10 | 1,10 | 2,21 | 0    | 181      |
| Castro Daire              | 40,89 | 38,41 | 9,93  | 2,02 | 1,69 | 1,68 | 1,15 | 6 865    |

### Cinfães
| Partido                 | Partido                        | Votos  | %               | +/-  |
| ----------------------- | ------------------------------ | ------ | --------------- | ---- |
|                         | Partido Socialista             | 4 333  | 52,64 / 100,00  | 4,96 |
|                         | Partido Social Democrata       | 2 666  | 32,39 / 100,00  | 3,46 |
|                         | CHEGA                          | 409    | 4,97 / 100,00   | 4,29 |
|                         | Bloco de Esquerda              | 163    | 1,98 / 100,00   | 3,49 |
|                         | CDS – Partido Popular          | 110    | 1,34 / 100,00   | 3,61 |
|                         | Iniciativa Liberal             | 98     | 1,19 / 100,00   | 0,86 |
|                         | Coligação Democrática Unitária | 92     | 1,12 / 100,00   | 0,54 |
|                         | Outros (com menos de 1,00%)    | 213    | 2,59 / 100,00   |      |
| Votos Inválidos         | Votos Inválidos                | 147    | 1,78 / 100,00   | 2,21 |
| Total                   | Total                          | 8 231  | 100,00 / 100,00 |      |
| Eleitorado/Participação | Eleitorado/Participação        | 16 330 | 50,40 / 100,00  | 1,61 |

| Freguesia                            | %     | %     | %     | %    | %    | %    | %    | Votantes |
| Freguesia                            | PS    | PSD   | CH    | BE   | CDS  | IL   | CDU  | Votantes |
| ------------------------------------ | ----- | ----- | ----- | ---- | ---- | ---- | ---- | -------- |
| Freguesia                            |       |       |       |      |      |      |      | Votantes |
| Alhões, Bustelo, Gralheira e Ramires | 48,61 | 30,56 | 11,39 | 0,83 | 1,67 | 1,67 | 1,39 | 360      |
| Cinfães                              | 52,43 | 31,55 | 4,99  | 2,91 | 0,90 | 1,39 | 1,32 | 1 442    |
| Espadanedo                           | 37,04 | 48,18 | 4,99  | 1,73 | 1,34 | 2,11 | 0,38 | 521      |
| Ferreiros de Tendais                 | 60,00 | 20,83 | 7,50  | 0,83 | 5,00 | 1,67 | 0,42 | 240      |
| Fornelos                             | 61,03 | 26,55 | 2,76  | 0,69 | 2,07 | 1,03 | 1,03 | 290      |
| Moimenta                             | 57,30 | 28,65 | 2,16  | 1,62 | 1,62 | 0,54 | 2,16 | 185      |
| Nespereira                           | 41,74 | 43,72 | 3,49  | 2,33 | 1,86 | 1,05 | 0,81 | 860      |
| Oliveira do Douro                    | 64,52 | 20,71 | 4,92  | 2,55 | 0,68 | 0,51 | 1,70 | 589      |
| Santiago de Piães                    | 53,47 | 32,18 | 2,97  | 2,97 | 1,49 | 1,16 | 0,99 | 606      |
| São Cristóvão de Nogueira            | 58,77 | 28,05 | 5,89  | 1,68 | 0,14 | 0,70 | 0,98 | 713      |
| Souselo                              | 54,28 | 31,85 | 3,94  | 1,80 | 1,28 | 1,20 | 1,28 | 1 168    |
| Tarouquela                           | 54,91 | 33,72 | 3,47  | 1,35 | 1,35 | 0,77 | 0,77 | 519      |
| Tendais                              | 39,11 | 44,69 | 7,26  | 0,56 | 2,79 | 1,40 | 1,12 | 358      |
| Travanca                             | 63,42 | 18,42 | 8,16  | 1,84 | 0,26 | 1,58 | 1,32 | 380      |
| Cinfães                              | 52,64 | 32,39 | 4,97  | 1,98 | 1,34 | 1,19 | 1,12 | 8 231    |

### Lamego
| Partido                 | Partido                        | Votos  | %               | +/-  |
| ----------------------- | ------------------------------ | ------ | --------------- | ---- |
|                         | Partido Socialista             | 5 914  | 44,43 / 100,00  | 5,97 |
|                         | Partido Social Democrata       | 4 660  | 35,01 / 100,00  | 2,37 |
|                         | CHEGA                          | 1 013  | 7,61 / 100,00   | 6,05 |
|                         | Bloco de Esquerda              | 333    | 2,50 / 100,00   | 5,73 |
|                         | Coligação Democrática Unitária | 309    | 2,32 / 100,00   | 1,25 |
|                         | CDS – Partido Popular          | 287    | 2,16 / 100,00   | 4,38 |
|                         | Iniciativa Liberal             | 266    | 2,00 / 100,00   | 1,45 |
|                         | Outros (com menos de 1,00%)    | 292    | 2,20 / 100,00   |      |
| Votos Inválidos         | Votos Inválidos                | 237    | 1,78 / 100,00   | 1,46 |
| Total                   | Total                          | 13 311 | 100,00 / 100,00 |      |
| Eleitorado/Participação | Eleitorado/Participação        | 23 553 | 56,52 / 100,00  | 4,96 |

| Freguesia                      | %     | %     | %     | %    | %     | %    | %    | Votantes |
| Freguesia                      | PS    | PSD   | CH    | BE   | CDU   | CDS  | IL   | Votantes |
| ------------------------------ | ----- | ----- | ----- | ---- | ----- | ---- | ---- | -------- |
| Freguesia                      |       |       |       |      |       |      |      | Votantes |
| Avões                          | 46,13 | 28,41 | 4,80  | 1,85 | 12,92 | 1,48 | 1,85 | 271      |
| Bigorne, Magueija e Pretarouca | 40,35 | 37,13 | 5,69  | 4,70 | 4,21  | 1,98 | 0,74 | 404      |
| Britiande                      | 43,43 | 38,59 | 5,86  | 4,65 | 2,02  | 2,22 | 1,21 | 495      |
| Cambres                        | 56,02 | 25,94 | 8,16  | 1,34 | 1,87  | 0,53 | 2,01 | 748      |
| Cepões, Meijinhos e Melcões    | 39,79 | 45,38 | 5,06  | 1,22 | 1,05  | 1,92 | 1,57 | 573      |
| Ferreirim                      | 45,44 | 35,67 | 9,13  | 0,64 | 1,49  | 3,18 | 0,64 | 471      |
| Ferreiros de Avões             | 46,94 | 33,88 | 6,53  | 1,63 | 2,04  | 4,08 | 2,04 | 245      |
| Figueira                       | 38,22 | 40,13 | 8,28  | 1,91 | 0,64  | 5,10 | 0,64 | 157      |
| Lalim                          | 37,26 | 47,64 | 6,84  | 0,24 | 0,47  | 1,89 | 0,71 | 424      |
| Lamego (Almacave e Sé)         | 42,54 | 35,54 | 7,46  | 3,03 | 2,57  | 2,29 | 2,65 | 6 500    |
| Lazarim                        | 37,93 | 42,15 | 8,81  | 2,30 | 0,77  | 3,07 | 0    | 261      |
| Parada do Bispo e Valdigem     | 56,08 | 27,25 | 8,82  | 0,39 | 1,96  | 1,18 | 1,76 | 510      |
| Penajoia                       | 45,11 | 32,83 | 11,53 | 1,00 | 1,75  | 3,26 | 0,75 | 399      |
| Penude                         | 45,85 | 32,67 | 8,43  | 3,16 | 1,32  | 2,11 | 1,58 | 759      |
| Samodães                       | 59,30 | 17,44 | 10,47 | 3,49 | 0     | 0    | 0    | 86       |
| Sande                          | 55,71 | 25,71 | 8,81  | 2,86 | 1,67  | 0,71 | 2,14 | 420      |
| Várzea de Abrunhais            | 53,54 | 27,78 | 9,09  | 3,03 | 1,01  | 2,53 | 1,01 | 198      |
| Vila Nova de Souto d'El-Rei    | 37,95 | 40,00 | 7,69  | 1,03 | 1,79  | 2,05 | 2,31 | 390      |
| Lamego                         | 44,43 | 35,01 | 7,61  | 2,50 | 2,32  | 2,16 | 2,00 | 13 311   |

### Mangualde
| Partido                 | Partido                        | Votos  | %               | +/-  |
| ----------------------- | ------------------------------ | ------ | --------------- | ---- |
|                         | Partido Socialista             | 4 131  | 45,34 / 100,00  | 2,42 |
|                         | Partido Social Democrata       | 2 874  | 31,54 / 100,00  | 1,53 |
|                         | CHEGA                          | 844    | 9,26 / 100,00   | 8,14 |
|                         | Bloco de Esquerda              | 254    | 2,79 / 100,00   | 4,36 |
|                         | Iniciativa Liberal             | 207    | 2,27 / 100,00   | 1,89 |
|                         | Coligação Democrática Unitária | 160    | 1,76 / 100,00   | 0,67 |
|                         | CDS – Partido Popular          | 151    | 1,66 / 100,00   | 2,50 |
|                         | Outros (com menos de 1,00%)    | 260    | 2,85 / 100,00   |      |
| Votos Inválidos         | Votos Inválidos                | 231    | 2,54 / 100,00   | 2,97 |
| Total                   | Total                          | 9 112  | 100,00 / 100,00 |      |
| Eleitorado/Participação | Eleitorado/Participação        | 17 839 | 51,08 / 100,00  | 0,85 |

| Freguesia                                 | %     | %     | %     | %    | %    | %    | %    | Votantes |
| Freguesia                                 | PS    | PSD   | CH    | BE   | IL   | CDU  | CDS  | Votantes |
| ----------------------------------------- | ----- | ----- | ----- | ---- | ---- | ---- | ---- | -------- |
| Freguesia                                 |       |       |       |      |      |      |      | Votantes |
| Abrunhosa-a-Velha                         | 44,39 | 35,05 | 5,61  | 5,61 | 0,47 | 1,40 | 2,80 | 214      |
| Alcafache                                 | 51,62 | 27,08 | 9,49  | 3,47 | 1,16 | 2,31 | 0,69 | 432      |
| Cunha Baixa                               | 40,78 | 36,17 | 10,92 | 2,18 | 2,18 | 0,97 | 2,43 | 412      |
| Espinho                                   | 41,14 | 35,91 | 10,91 | 2,27 | 1,14 | 0,91 | 2,73 | 440      |
| Fornos de Maceira Dão                     | 43,55 | 35,24 | 9,60  | 2,58 | 1,58 | 1,72 | 1,15 | 698      |
| Freixiosa                                 | 46,09 | 43,48 | 2,61  | 0    | 1,74 | 0    | 0    | 115      |
| Mangualde, Mesquitela e Cunha Alta        | 44,92 | 30,61 | 8,66  | 3,27 | 3,19 | 2,30 | 1,50 | 4 737    |
| Moimenta de Maceira Dão e Lobelhe do Mato | 43,01 | 31,18 | 12,90 | 2,15 | 1,51 | 1,29 | 2,80 | 465      |
| Quintela de Azurara                       | 53,58 | 29,01 | 6,83  | 2,05 | 2,05 | 0,34 | 1,37 | 293      |
| Santiago de Cassurrães e Póvoa de Cervães | 49,67 | 26,07 | 11,72 | 1,82 | 0,50 | 0,66 | 0,99 | 606      |
| São João da Fresta                        | 51,89 | 31,13 | 5,66  | 1,89 | 0,94 | 0,94 | 2,83 | 106      |
| Tavares (Chãs, Várzea e Travanca)         | 44,78 | 35,02 | 10,27 | 1,01 | 1,01 | 1,01 | 2,53 | 594      |
| Mangualde                                 | 45,34 | 31,54 | 9,26  | 2,79 | 2,27 | 1,76 | 1,66 | 9 112    |

### Moimenta da Beira
| Partido                 | Partido                        | Votos  | %               | +/-  |
| ----------------------- | ------------------------------ | ------ | --------------- | ---- |
|                         | Partido Socialista             | 2 285  | 44,64 / 100,00  | 8,01 |
|                         | Partido Social Democrata       | 1 846  | 36,06 / 100,00  | 1,03 |
|                         | CHEGA                          | 443    | 8,65 / 100,00   | 7,83 |
|                         | CDS – Partido Popular          | 120    | 2,34 / 100,00   | 6,70 |
|                         | Bloco de Esquerda              | 77     | 1,50 / 100,00   | 3,86 |
|                         | Coligação Democrática Unitária | 71     | 1,39 / 100,00   | 1,01 |
|                         | Iniciativa Liberal             | 61     | 1,19 / 100,00   | 0,91 |
|                         | Outros (com menos de 1,00%)    | 106    | 2,07 / 100,00   |      |
| Votos Inválidos         | Votos Inválidos                | 110    | 2,14 / 100,00   | 2,64 |
| Total                   | Total                          | 5 119  | 100,00 / 100,00 |      |
| Eleitorado/Participação | Eleitorado/Participação        | 10 143 | 50,47 / 100,00  | 5,97 |

| Freguesia                            | %     | %     | %     | %    | %    | %    | %    | Votantes |
| Freguesia                            | PS    | PSD   | CH    | CDS  | BE   | CDU  | IL   | Votantes |
| ------------------------------------ | ----- | ----- | ----- | ---- | ---- | ---- | ---- | -------- |
| Freguesia                            |       |       |       |      |      |      |      | Votantes |
| Alvite                               | 45,14 | 36,69 | 7,91  | 2,16 | 0,90 | 1,44 | 1,62 | 556      |
| Arcozelos                            | 48,11 | 34,02 | 5,84  | 2,41 | 1,03 | 1,03 | 1,72 | 291      |
| Baldos                               | 51,55 | 28,87 | 8,25  | 7,22 | 0    | 1,03 | 1,03 | 97       |
| Cabaços                              | 53,70 | 25,31 | 11,73 | 3,09 | 1,23 | 1,23 | 0    | 162      |
| Caria                                | 40,00 | 37,50 | 8,00  | 3,00 | 1,50 | 1,00 | 0,50 | 200      |
| Castelo                              | 43,97 | 34,48 | 5,17  | 7,76 | 0,86 | 2,59 | 0    | 116      |
| Leomil                               | 35,43 | 43,72 | 11,13 | 1,21 | 1,62 | 3,04 | 1,21 | 494      |
| Moimenta da Beira                    | 48,21 | 33,22 | 8,89  | 1,46 | 1,72 | 1,59 | 1,33 | 1 508    |
| Paradinha e Nagosa                   | 45,90 | 31,15 | 7,38  | 4,10 | 0,82 | 0    | 1,64 | 122      |
| Passô                                | 52,36 | 26,70 | 8,90  | 1,05 | 3,66 | 3,14 | 1,57 | 191      |
| Pêra Velha, Aldeia de Nacomba e Ariz | 39,54 | 38,10 | 11,03 | 3,42 | 0,76 | 1,52 | 1,14 | 263      |
| Peva e Segões                        | 31,54 | 48,32 | 7,05  | 4,36 | 2,01 | 0    | 2,01 | 298      |
| Sarzedo                              | 41,94 | 33,87 | 8,06  | 1,61 | 3,23 | 0    | 0    | 62       |
| Sever                                | 44,87 | 36,50 | 10,27 | 3,04 | 0,76 | 1,14 | 0,38 | 263      |
| Vila da Rua                          | 44,13 | 38,10 | 6,98  | 2,54 | 2,54 | 0    | 0,95 | 315      |
| Vilar                                | 48,07 | 39,23 | 7,73  | 0    | 0,55 | 0    | 0,55 | 181      |
| Moimenta da Beira                    | 44,64 | 36,06 | 8,65  | 2,34 | 1,50 | 1,39 | 1,19 | 5 119    |

### Mortágua
| Partido                 | Partido                        | Votos | %               | +/-  |
| ----------------------- | ------------------------------ | ----- | --------------- | ---- |
|                         | Partido Socialista             | 1 915 | 43,12 / 100,00  | 4,81 |
|                         | Partido Social Democrata       | 1 566 | 35,26 / 100,00  | 1,13 |
|                         | CHEGA                          | 282   | 6,35 / 100,00   | 5,78 |
|                         | Bloco de Esquerda              | 181   | 4,08 / 100,00   | 4,49 |
|                         | Iniciativa Liberal             | 107   | 2,41 / 100,00   | 2,09 |
|                         | CDS – Partido Popular          | 67    | 1,51 / 100,00   | 3,45 |
|                         | Coligação Democrática Unitária | 61    | 1,37 / 100,00   | 0,30 |
|                         | Outros (com menos de 1,00%)    | 99    | 2,23 / 100,00   |      |
| Votos Inválidos         | Votos Inválidos                | 163   | 3,67 / 100,00   | 3,35 |
| Total                   | Total                          | 4 441 | 100,00 / 100,00 |      |
| Eleitorado/Participação | Eleitorado/Participação        | 8 447 | 52,57 / 100,00  | 2,00 |

| Freguesia                                     | %     | %     | %    | %    | %    | %    | %    | Votantes |
| Freguesia                                     | PS    | PSD   | CH   | BE   | IL   | CDS  | CDU  | Votantes |
| --------------------------------------------- | ----- | ----- | ---- | ---- | ---- | ---- | ---- | -------- |
| Freguesia                                     |       |       |      |      |      |      |      | Votantes |
| Cercosa                                       | 54,09 | 30,82 | 3,77 | 4,40 | 0,63 | 1,26 | 0,63 | 159      |
| Espinho                                       | 35,11 | 43,94 | 6,78 | 3,90 | 3,08 | 2,05 | 0,82 | 487      |
| Marmeleira                                    | 51,98 | 31,72 | 4,85 | 3,96 | 2,20 | 0,88 | 1,76 | 227      |
| Mortágua, Vale de Remígio, Cortegaça e Almaça | 48,37 | 30,01 | 5,64 | 4,66 | 2,07 | 1,19 | 1,66 | 1 933    |
| Pala                                          | 33,79 | 40,41 | 9,82 | 2,74 | 2,51 | 1,37 | 1,83 | 438      |
| Sobral                                        | 36,81 | 40,32 | 6,92 | 3,41 | 3,31 | 2,21 | 0,90 | 997      |
| Trezoi                                        | 45,00 | 36,00 | 5,50 | 5,00 | 1,00 | 1,00 | 1,50 | 200      |
| Mortágua                                      | 43,12 | 35,26 | 6,35 | 4,08 | 2,41 | 1,51 | 1,37 | 4 441    |

### Nelas
| Partido                 | Partido                        | Votos  | %               | +/-  |
| ----------------------- | ------------------------------ | ------ | --------------- | ---- |
|                         | Partido Socialista             | 2 891  | 43,92 / 100,00  | 5,48 |
|                         | Partido Social Democrata       | 1 951  | 29,64 / 100,00  | 0,45 |
|                         | CHEGA                          | 559    | 8,49 / 100,00   | 7,39 |
|                         | CDS – Partido Popular          | 314    | 4,77 / 100,00   | 0,70 |
|                         | Bloco de Esquerda              | 230    | 3,49 / 100,00   | 6,50 |
|                         | Coligação Democrática Unitária | 142    | 2,16 / 100,00   | 1,07 |
|                         | Iniciativa Liberal             | 140    | 2,13 / 100,00   | 1,79 |
|                         | Pessoas–Animais–Natureza       | 87     | 1,32 / 100,00   | 1,61 |
|                         | Outros (com menos de 1,00%)    | 104    | 1,58 / 100,00   |      |
| Votos Inválidos         | Votos Inválidos                | 164    | 2,50 / 100,00   | 2,70 |
| Total                   | Total                          | 6 582  | 100,00 / 100,00 |      |
| Eleitorado/Participação | Eleitorado/Participação        | 12 496 | 52,67 / 100,00  | 3,86 |

| Freguesia                    | %     | %     | %     | %     | %    | %    | %    | %    | Votantes |
| Freguesia                    | PS    | PSD   | CH    | CDS   | BE   | CDU  | IL   | PAN  | Votantes |
| ---------------------------- | ----- | ----- | ----- | ----- | ---- | ---- | ---- | ---- | -------- |
| Freguesia                    |       |       |       |       |      |      |      |      | Votantes |
| Canas de Senhorim            | 44,92 | 28,88 | 6,54  | 3,45  | 4,40 | 3,57 | 2,44 | 1,60 | 1 683    |
| Carvalhal Redondo e Aguieira | 47,75 | 30,20 | 6,88  | 5,06  | 1,54 | 1,54 | 1,54 | 0,56 | 712      |
| Lapa do Lobo                 | 53,42 | 25,75 | 5,21  | 2,47  | 1,37 | 4,66 | 1,10 | 0,27 | 365      |
| Nelas                        | 41,16 | 30,37 | 10,37 | 4,21  | 4,40 | 1,48 | 4,40 | 1,39 | 2 160    |
| Santar e Moreira             | 49,36 | 29,92 | 6,14  | 4,60  | 2,30 | 1,79 | 0,90 | 1,66 | 782      |
| Senhorim                     | 39,17 | 24,80 | 10,24 | 13,58 | 2,76 | 1,18 | 1,97 | 1,18 | 508      |
| Vilar Seco                   | 33,87 | 37,63 | 15,32 | 4,03  | 3,49 | 0,54 | 1,34 | 1,61 | 372      |
| Nelas                        | 43,92 | 29,64 | 8,49  | 4,77  | 3,49 | 2,16 | 2,13 | 1,32 | 6 582    |

### Oliveira de Frades
| Partido                 | Partido                        | Votos | %               | +/-  |
| ----------------------- | ------------------------------ | ----- | --------------- | ---- |
|                         | Partido Social Democrata       | 2 133 | 41,15 / 100,00  | 2,22 |
|                         | Partido Socialista             | 1 887 | 36,41 / 100,00  | 5,90 |
|                         | CHEGA                          | 406   | 7,83 / 100,00   | 7,14 |
|                         | Bloco de Esquerda              | 139   | 2,68 / 100,00   | 5,35 |
|                         | CDS – Partido Popular          | 130   | 2,51 / 100,00   | 4,18 |
|                         | Iniciativa Liberal             | 124   | 2,39 / 100,00   | 1,92 |
|                         | Coligação Democrática Unitária | 85    | 1,64 / 100,00   | 0,70 |
|                         | Outros (com menos de 1,00%)    | 161   | 3,12 / 100,00   |      |
| Votos Inválidos         | Votos Inválidos                | 118   | 2,28 / 100,00   | 3,46 |
| Total                   | Total                          | 5 183 | 100,00 / 100,00 |      |
| Eleitorado/Participação | Eleitorado/Participação        | 8 682 | 59,70 / 100,00  | 4,36 |

| Freguesia                                    | %     | %     | %     | %    | %    | %    | %    | Votantes |
| Freguesia                                    | PSD   | PS    | CH    | BE   | CDS  | IL   | CDU  | Votantes |
| -------------------------------------------- | ----- | ----- | ----- | ---- | ---- | ---- | ---- | -------- |
| Freguesia                                    |       |       |       |      |      |      |      | Votantes |
| Arca e Varzielas                             | 55,90 | 22,19 | 9,27  | 2,25 | 3,09 | 0,84 | 1,12 | 356      |
| Arcozelo das Maias                           | 36,55 | 39,67 | 8,32  | 2,08 | 3,57 | 2,23 | 2,08 | 673      |
| Destriz e Reigoso                            | 35,64 | 46,41 | 5,52  | 2,21 | 2,76 | 1,66 | 1,10 | 362      |
| Oliveira de Frades, Souto de Lafões e Sejães | 41,97 | 33,73 | 8,18  | 2,89 | 2,45 | 3,04 | 1,80 | 2 004    |
| Pinheiro                                     | 39,58 | 37,13 | 6,68  | 2,61 | 2,77 | 2,61 | 2,77 | 614      |
| Ribeiradio                                   | 38,28 | 43,95 | 6,84  | 2,73 | 0,98 | 2,93 | 0,98 | 512      |
| São João da Serra                            | 48,21 | 37,85 | 5,58  | 1,59 | 1,59 | 0    | 1,59 | 251      |
| São Vicente de Lafões                        | 38,44 | 36,25 | 10,46 | 4,14 | 2,43 | 1,95 | 0,24 | 411      |
| Oliveira de Frades                           | 41,15 | 36,41 | 7,83  | 2,68 | 2,51 | 2,39 | 1,64 | 5 183    |

### Penalva do Castelo
| Partido                 | Partido                        | Votos | %               | +/-  |
| ----------------------- | ------------------------------ | ----- | --------------- | ---- |
|                         | Partido Socialista             | 2 038 | 49,98 / 100,00  | 6,22 |
|                         | Partido Social Democrata       | 1 312 | 32,17 / 100,00  | 0,23 |
|                         | CHEGA                          | 262   | 6,42 / 100,00   | 5,60 |
|                         | Bloco de Esquerda              | 86    | 2,11 / 100,00   | 3,37 |
|                         | CDS – Partido Popular          | 82    | 2,01 / 100,00   | 3,58 |
|                         | Coligação Democrática Unitária | 67    | 1,64 / 100,00   | 0,73 |
|                         | Iniciativa Liberal             | 62    | 1,52 / 100,00   | 1,19 |
|                         | Outros (com menos de 1,00%)    | 80    | 1,96 / 100,00   |      |
| Votos Inválidos         | Votos Inválidos                | 89    | 2,18 / 100,00   | 2,74 |
| Total                   | Total                          | 4 078 | 100,00 / 100,00 |      |
| Eleitorado/Participação | Eleitorado/Participação        | 7 430 | 54,89 / 100,00  | 4,13 |

| Freguesia                    | %     | %     | %     | %    | %    | %    | %    | Votantes |
| Freguesia                    | PS    | PSD   | CH    | BE   | CDS  | CDU  | IL   | Votantes |
| ---------------------------- | ----- | ----- | ----- | ---- | ---- | ---- | ---- | -------- |
| Freguesia                    |       |       |       |      |      |      |      | Votantes |
| Antas e Matela               | 42,11 | 37,72 | 7,89  | 1,32 | 3,95 | 1,32 | 0,88 | 228      |
| Castelo de Penalva           | 36,73 | 42,60 | 8,67  | 0,26 | 3,06 | 1,28 | 1,79 | 392      |
| Esmolfe                      | 44,40 | 40,15 | 2,70  | 1,93 | 2,70 | 1,93 | 2,70 | 259      |
| Germil                       | 62,56 | 16,59 | 10,43 | 2,37 | 1,90 | 1,42 | 0,95 | 211      |
| Ínsua                        | 50,14 | 31,54 | 5,93  | 2,64 | 1,91 | 2,19 | 1,55 | 1 097    |
| Lusinde                      | 41,03 | 36,75 | 5,98  | 4,27 | 4,27 | 0,85 | 1,71 | 117      |
| Pindo                        | 53,31 | 28,02 | 7,45  | 2,31 | 0,84 | 1,57 | 1,89 | 953      |
| Real                         | 48,80 | 32,80 | 4,00  | 6,40 | 1,60 | 2,40 | 1,60 | 125      |
| Sezures                      | 58,81 | 28,41 | 5,40  | 1,14 | 0,85 | 1,99 | 0,85 | 352      |
| Trancozelos                  | 67,79 | 22,15 | 3,36  | 0    | 1,34 | 0    | 0,67 | 149      |
| Vila Cova do Covelo e Mareco | 38,97 | 46,15 | 4,62  | 2,05 | 4,62 | 0,51 | 0,51 | 195      |
| Penalva do Castelo           | 49,98 | 32,17 | 6,42  | 2,11 | 2,01 | 1,64 | 1,52 | 4 078    |

### Penedono
| Partido                 | Partido                        | Votos | %               | +/-  |
| ----------------------- | ------------------------------ | ----- | --------------- | ---- |
|                         | Partido Socialista             | 564   | 40,63 / 100,00  | 6,02 |
|                         | Partido Social Democrata       | 544   | 39,19 / 100,00  | 1,77 |
|                         | CHEGA                          | 130   | 9,37 / 100,00   | 9,15 |
|                         | Iniciativa Liberal             | 25    | 1,80 / 100,00   | 1,50 |
|                         | CDS – Partido Popular          | 25    | 1,80 / 100,00   | 3,59 |
|                         | Bloco de Esquerda              | 23    | 1,66 / 100,00   | 4,83 |
|                         | Coligação Democrática Unitária | 14    | 1,01 / 100,00   | 0,84 |
|                         | Outros (com menos de 1,00%)    | 38    | 2,74 / 100,00   |      |
| Votos Inválidos         | Votos Inválidos                | 25    | 1,80 / 100,00   | 3,59 |
| Total                   | Total                          | 1 388 | 100,00 / 100,00 |      |
| Eleitorado/Participação | Eleitorado/Participação        | 2 908 | 47,73 / 100,00  | 2,56 |

| Freguesia         | %     | %     | %     | %    | %    | %    | %    | Votantes |
| Freguesia         | PS    | PSD   | CH    | IL   | CDS  | BE   | CDU  | Votantes |
| ----------------- | ----- | ----- | ----- | ---- | ---- | ---- | ---- | -------- |
| Freguesia         |       |       |       |      |      |      |      | Votantes |
| Antas e Ourozinho | 44,00 | 33,33 | 9,33  | 0,67 | 2,67 | 2,00 | 1,33 | 150      |
| Beselga           | 47,97 | 35,14 | 4,73  | 1,35 | 2,03 | 2,70 | 2,03 | 148      |
| Castainço         | 42,11 | 39,47 | 10,53 | 2,63 | 1,32 | 2,63 | 0    | 76       |
| Penedono e Granja | 40,98 | 37,16 | 11,66 | 2,19 | 1,28 | 1,46 | 0,73 | 549      |
| Penela da Beira   | 42,76 | 40,13 | 8,55  | 1,32 | 1,32 | 0,66 | 1,32 | 152      |
| Póvoa de Penela   | 45,45 | 35,66 | 5,59  | 2,10 | 2,10 | 1,40 | 1,40 | 143      |
| Souto             | 23,53 | 56,47 | 9,41  | 1,76 | 2,94 | 1,76 | 0,59 | 170      |
| Penedono          | 40,63 | 39,19 | 9,37  | 1,80 | 1,80 | 1,66 | 1,01 | 1 388    |

### Resende
| Partido                 | Partido                     | Votos  | %               | +/-  |
| ----------------------- | --------------------------- | ------ | --------------- | ---- |
|                         | Partido Socialista          | 2 564  | 47,35 / 100,00  | 1,29 |
|                         | Partido Social Democrata    | 2 155  | 39,80 / 100,00  | 6,46 |
|                         | CHEGA                       | 266    | 4,91 / 100,00   | 4,37 |
|                         | Iniciativa Liberal          | 67     | 1,24 / 100,00   | 0,91 |
|                         | Bloco de Esquerda           | 63     | 1,16 / 100,00   | 4,27 |
|                         | Outros (com menos de 1,00%) | 200    | 3,70 / 100,00   |      |
| Votos Inválidos         | Votos Inválidos             | 100    | 1,85 / 100,00   | 1,91 |
| Total                   | Total                       | 5 415  | 100,00 / 100,00 |      |
| Eleitorado/Participação | Eleitorado/Participação     | 10 066 | 53,79 / 100,00  | 2,03 |

| Freguesia                     | %     | %     | %     | %    | %    | Votantes |
| Freguesia                     | PS    | PSD   | CH    | IL   | BE   | Votantes |
| ----------------------------- | ----- | ----- | ----- | ---- | ---- | -------- |
| Freguesia                     |       |       |       |      |      | Votantes |
| Anreade e São Romão de Aregos | 52,93 | 35,45 | 4,28  | 1,47 | 0,73 | 818      |
| Barrô                         | 44,53 | 38,87 | 6,42  | 1,89 | 1,13 | 265      |
| Cárquere                      | 38,70 | 53,48 | 3,48  | 0,22 | 0,43 | 460      |
| Felgueiras e Feirão           | 42,55 | 45,11 | 3,40  | 0,85 | 1,28 | 235      |
| Freigil e Miomães             | 66,67 | 24,26 | 3,43  | 1,23 | 0,49 | 408      |
| Ovadas e Panchorra            | 51,87 | 35,29 | 3,21  | 0    | 1,60 | 187      |
| Paus                          | 59,30 | 34,50 | 1,16  | 0,39 | 0,39 | 258      |
| Resende                       | 47,08 | 38,26 | 5,20  | 1,52 | 1,78 | 1 576    |
| São Cipriano                  | 37,18 | 43,85 | 10,00 | 1,79 | 1,28 | 390      |
| São João de Fontoura          | 32,98 | 56,38 | 3,55  | 1,42 | 0,35 | 282      |
| São Martinho de Mouros        | 43,47 | 41,60 | 6,72  | 1,12 | 1,68 | 536      |
| Resende                       | 47,35 | 39,80 | 4,91  | 1,24 | 1,16 | 5 415    |

### Santa Comba Dão
| Partido                 | Partido                        | Votos  | %               | +/-  |
| ----------------------- | ------------------------------ | ------ | --------------- | ---- |
|                         | Partido Socialista             | 2 343  | 43,16 / 100,00  | 6,37 |
|                         | Partido Social Democrata       | 1 995  | 36,75 / 100,00  | 1,32 |
|                         | CHEGA                          | 350    | 6,45 / 100,00   | 5,64 |
|                         | Bloco de Esquerda              | 177    | 3,26 / 100,00   | 4,68 |
|                         | Iniciativa Liberal             | 139    | 2,56 / 100,00   | 2,05 |
|                         | CDS – Partido Popular          | 76     | 1,40 / 100,00   | 3,40 |
|                         | Coligação Democrática Unitária | 63     | 1,16 / 100,00   | 0,48 |
|                         | Outros (com menos de 1,00%)    | 130    | 2,39 / 100,00   |      |
| Votos Inválidos         | Votos Inválidos                | 156    | 2,87 / 100,00   | 3,52 |
| Total                   | Total                          | 5 429  | 100,00 / 100,00 |      |
| Eleitorado/Participação | Eleitorado/Participação        | 10 281 | 52,81 / 100,00  | 2,57 |

| Freguesia                           | %     | %     | %    | %    | %    | %    | %    | Votantes |
| Freguesia                           | PS    | PSD   | CH   | BE   | IL   | CDS  | CDU  | Votantes |
| ----------------------------------- | ----- | ----- | ---- | ---- | ---- | ---- | ---- | -------- |
| Freguesia                           |       |       |      |      |      |      |      | Votantes |
| Ovoa e Vimieiro                     | 43,42 | 35,36 | 9,06 | 3,47 | 1,99 | 1,49 | 0,62 | 806      |
| Pinheiro de Ázere                   | 51,39 | 30,56 | 5,75 | 2,38 | 3,17 | 0,79 | 0,99 | 504      |
| Santa Comba Dão e Couto do Mosteiro | 42,71 | 36,54 | 6,30 | 3,27 | 3,41 | 1,38 | 1,06 | 2 173    |
| São Joaninho                        | 36,63 | 41,86 | 5,81 | 3,29 | 2,13 | 2,71 | 1,16 | 516      |
| São João de Areias                  | 43,11 | 37,84 | 5,14 | 3,26 | 1,75 | 1,00 | 2,26 | 798      |
| Treixedo e Nagozela                 | 43,20 | 38,61 | 6,33 | 3,64 | 1,27 | 1,27 | 0,95 | 632      |
| Santa Comba Dão                     | 43,16 | 36,75 | 6,45 | 3,26 | 2,56 | 1,40 | 1,16 | 5 429    |

### São João da Pesqueira
| Partido                 | Partido                        | Votos | %               | +/-  |
| ----------------------- | ------------------------------ | ----- | --------------- | ---- |
|                         | Partido Socialista             | 1 423 | 42,45 / 100,00  | 9,30 |
|                         | Partido Social Democrata       | 1 232 | 36,75 / 100,00  | 6,02 |
|                         | CHEGA                          | 232   | 6,92 / 100,00   | 6,58 |
|                         | Bloco de Esquerda              | 94    | 2,80 / 100,00   | 3,95 |
|                         | Iniciativa Liberal             | 75    | 2,24 / 100,00   | 1,93 |
|                         | CDS – Partido Popular          | 62    | 1,85 / 100,00   | 3,89 |
|                         | Coligação Democrática Unitária | 51    | 1,52 / 100,00   | 0,07 |
|                         | Reagir Incluir Reciclar        | 39    | 1,16 / 100,00   | 0,27 |
|                         | Outros (com menos de 1,00%)    | 87    | 2,60 / 100,00   |      |
| Votos Inválidos         | Votos Inválidos                | 57    | 1,70 / 100,00   | 1,97 |
| Total                   | Total                          | 3 352 | 100,00 / 100,00 |      |
| Eleitorado/Participação | Eleitorado/Participação        | 6 603 | 50,76 / 100,00  | 2,56 |

| Freguesia                                 | %     | %     | %     | %    | %    | %    | %    | %    | Votantes |
| Freguesia                                 | PS    | PSD   | CH    | BE   | IL   | CDS  | CDU  | RIR  | Votantes |
| ----------------------------------------- | ----- | ----- | ----- | ---- | ---- | ---- | ---- | ---- | -------- |
| Freguesia                                 |       |       |       |      |      |      |      |      | Votantes |
| Castanheiro do Sul                        | 39,90 | 45,81 | 1,97  | 1,48 | 1,97 | 2,46 | 2,46 | 0    | 203      |
| Ervedosa do Douro                         | 42,58 | 30,54 | 10,54 | 4,73 | 1,94 | 1,94 | 1,08 | 2,15 | 465      |
| Nagozelo do Douro                         | 55,26 | 26,84 | 3,68  | 0,53 | 4,21 | 2,11 | 1,05 | 4,21 | 190      |
| Paredes da Beira                          | 37,45 | 41,56 | 7,41  | 2,47 | 1,65 | 2,06 | 0    | 0,41 | 243      |
| Riodades                                  | 57,92 | 32,67 | 3,47  | 0,50 | 0    | 2,97 | 0,50 | 0    | 202      |
| São João da Pesqueira e Várzea de Trevões | 39,19 | 37,11 | 8,22  | 3,97 | 3,40 | 1,42 | 1,70 | 0,76 | 1 059    |
| Soutelo do Douro                          | 41,80 | 38,67 | 6,64  | 1,95 | 0,78 | 1,95 | 1,17 | 1,56 | 256      |
| Trevões e Espinhosa                       | 44,53 | 40,00 | 3,40  | 3,02 | 0,75 | 1,13 | 1,13 | 2,26 | 265      |
| Vale de Figueira                          | 50,00 | 35,90 | 4,49  | 1,28 | 0    | 0    | 4,49 | 0    | 156      |
| Valongo dos Azeites                       | 46,49 | 33,33 | 3,51  | 0,88 | 6,14 | 1,75 | 2,63 | 0,88 | 114      |
| Vilarouco e Pereiros                      | 30,15 | 43,72 | 11,56 | 1,51 | 1,51 | 4,02 | 2,01 | 0,50 | 199      |
| São João da Pesqueira                     | 42,45 | 36,75 | 6,92  | 2,80 | 2,24 | 1,85 | 1,52 | 1,16 | 3 352    |

### São Pedro do Sul
| Partido                 | Partido                        | Votos  | %               | +/-  |
| ----------------------- | ------------------------------ | ------ | --------------- | ---- |
|                         | Partido Socialista             | 3 729  | 44,91 / 100,00  | 4,25 |
|                         | Partido Social Democrata       | 2 875  | 34,62 / 100,00  | 2,14 |
|                         | CHEGA                          | 568    | 6,84 / 100,00   | 6,22 |
|                         | Bloco de Esquerda              | 225    | 2,71 / 100,00   | 4,67 |
|                         | Iniciativa Liberal             | 186    | 2,24 / 100,00   | 1,71 |
|                         | Coligação Democrática Unitária | 163    | 1,96 / 100,00   | 0,71 |
|                         | CDS – Partido Popular          | 135    | 1,63 / 100,00   | 3,01 |
|                         | Outros (com menos de 1,00%)    | 220    | 2,65 / 100,00   |      |
| Votos Inválidos         | Votos Inválidos                | 203    | 2,44 / 100,00   | 2,72 |
| Total                   | Total                          | 8 304  | 100,00 / 100,00 |      |
| Eleitorado/Participação | Eleitorado/Participação        | 14 898 | 55,74 / 100,00  | 1,44 |

| Freguesia                                     | %     | %     | %     | %    | %    | %    | %    | Votantes |
| Freguesia                                     | PS    | PSD   | CH    | BE   | IL   | CDU  | CDS  | Votantes |
| --------------------------------------------- | ----- | ----- | ----- | ---- | ---- | ---- | ---- | -------- |
| Freguesia                                     |       |       |       |      |      |      |      | Votantes |
| Bordonhos                                     | 37,80 | 42,96 | 5,84  | 3,44 | 2,75 | 0,69 | 0,69 | 291      |
| Carvalhais e Candal                           | 43,05 | 35,49 | 9,58  | 3,10 | 1,35 | 1,21 | 1,35 | 741      |
| Figueiredo de Alva                            | 34,67 | 43,63 | 9,20  | 2,12 | 1,89 | 1,65 | 2,59 | 424      |
| Manhouce                                      | 58,36 | 27,76 | 1,78  | 1,42 | 1,42 | 3,91 | 2,14 | 281      |
| Pindelo dos Milagres                          | 38,87 | 42,82 | 5,35  | 1,69 | 1,13 | 1,13 | 2,54 | 355      |
| Pinho                                         | 36,34 | 37,63 | 11,34 | 1,29 | 1,29 | 1,29 | 3,35 | 388      |
| Santa Cruz da Trapa e São Cristóvão de Lafões | 47,59 | 31,24 | 6,72  | 3,50 | 2,19 | 0,88 | 1,61 | 685      |
| São Félix                                     | 48,06 | 33,01 | 6,31  | 1,94 | 2,91 | 0,49 | 0,49 | 206      |
| São Martinho das Moitas e Covas do Rio        | 61,04 | 25,97 | 5,19  | 0,65 | 0    | 0,65 | 1,95 | 154      |
| São Pedro do Sul, Várzea e Baiões             | 44,20 | 33,24 | 6,55  | 3,60 | 3,12 | 2,99 | 1,29 | 2 948    |
| Serrazes                                      | 49,90 | 29,65 | 8,14  | 1,46 | 2,30 | 1,88 | 2,09 | 479      |
| Sul                                           | 52,80 | 32,51 | 6,63  | 1,04 | 0,83 | 1,45 | 1,45 | 483      |
| Valadares                                     | 45,33 | 40,23 | 4,82  | 1,98 | 1,13 | 0,85 | 1,70 | 353      |
| Vila Maior                                    | 45,35 | 35,47 | 4,84  | 2,71 | 2,91 | 1,94 | 1,55 | 516      |
| São Pedro do Sul                              | 44,91 | 34,62 | 6,84  | 2,71 | 2,24 | 1,96 | 1,63 | 8 304    |

### Sátão
| Partido                 | Partido                        | Votos  | %               | +/-  |
| ----------------------- | ------------------------------ | ------ | --------------- | ---- |
|                         | Partido Social Democrata       | 2 392  | 40,72 / 100,00  | 0,56 |
|                         | Partido Socialista             | 2 109  | 35,90 / 100,00  | 6,94 |
|                         | CHEGA                          | 615    | 10,47 / 100,00  | 8,97 |
|                         | Iniciativa Liberal             | 146    | 2,49 / 100,00   | 2,00 |
|                         | CDS – Partido Popular          | 146    | 2,49 / 100,00   | 5,95 |
|                         | Bloco de Esquerda              | 126    | 2,15 / 100,00   | 4,43 |
|                         | Coligação Democrática Unitária | 82     | 1,40 / 100,00   | 0,53 |
|                         | Outros (com menos de 1,00%)    | 141    | 2,40 / 100,00   |      |
| Votos Inválidos         | Votos Inválidos                | 117    | 1,99 / 100,00   | 2,90 |
| Total                   | Total                          | 5 874  | 100,00 / 100,00 |      |
| Eleitorado/Participação | Eleitorado/Participação        | 12 655 | 46,42 / 100,00  | 2,60 |

| Freguesia                     | %     | %     | %     | %    | %    | %    | %    | Votantes |
| Freguesia                     | PSD   | PS    | CH    | IL   | CDS  | BE   | CDU  | Votantes |
| ----------------------------- | ----- | ----- | ----- | ---- | ---- | ---- | ---- | -------- |
| Freguesia                     |       |       |       |      |      |      |      | Votantes |
| Águas Boas e Forles           | 41,25 | 37,50 | 7,50  | 4,38 | 2,50 | 3,13 | 1,88 | 160      |
| Avelal                        | 51,03 | 28,40 | 12,76 | 0    | 2,06 | 1,23 | 1,65 | 243      |
| Ferreira de Aves              | 48,53 | 31,45 | 8,59  | 1,52 | 3,34 | 2,12 | 0,91 | 989      |
| Mioma                         | 38,50 | 33,69 | 13,19 | 4,63 | 1,96 | 3,57 | 1,43 | 561      |
| Rio de Moinhos                | 35,31 | 48,63 | 7,19  | 0,42 | 2,33 | 1,06 | 0,42 | 473      |
| Romãs, Decermilo e Vila Longa | 38,15 | 37,08 | 9,80  | 1,60 | 2,85 | 1,96 | 1,96 | 561      |
| São Miguel de Vila Boa        | 36,26 | 41,64 | 11,47 | 1,70 | 2,27 | 0,85 | 1,13 | 706      |
| Sátão                         | 38,91 | 35,34 | 10,31 | 3,73 | 2,18 | 2,85 | 1,81 | 1 930    |
| Silvã de Cima                 | 47,01 | 26,29 | 17,53 | 1,20 | 3,19 | 0    | 0,80 | 251      |
| Sátão                         | 40,72 | 35,90 | 10,47 | 2,49 | 2,49 | 2,15 | 1,40 | 5 874    |

### Sernancelhe
| Partido                 | Partido                     | Votos | %               | +/-  |
| ----------------------- | --------------------------- | ----- | --------------- | ---- |
|                         | Partido Social Democrata    | 1 835 | 55,56 / 100,00  | 0,38 |
|                         | Partido Socialista          | 907   | 27,46 / 100,00  | 2,96 |
|                         | CHEGA                       | 233   | 7,05 / 100,00   | 6,77 |
|                         | CDS – Partido Popular       | 102   | 3,09 / 100,00   | 3,75 |
|                         | Bloco de Esquerda           | 40    | 1,21 / 100,00   | 1,83 |
|                         | Outros (com menos de 1,00%) | 107   | 3,24 / 100,00   |      |
| Votos Inválidos         | Votos Inválidos             | 79    | 2,39 / 100,00   | 2,20 |
| Total                   | Total                       | 3 303 | 100,00 / 100,00 |      |
| Eleitorado/Participação | Eleitorado/Participação     | 5 196 | 63,57 / 100,00  | 5,06 |

| Freguesia                 | %     | %     | %     | %    | %    | Votantes |
| Freguesia                 | PSD   | PS    | CH    | CDS  | BE   | Votantes |
| ------------------------- | ----- | ----- | ----- | ---- | ---- | -------- |
| Freguesia                 |       |       |       |      |      | Votantes |
| Arnas                     | 36,51 | 30,16 | 9,52  | 9,52 | 3,97 | 126      |
| Carregal                  | 68,99 | 15,12 | 8,14  | 3,49 | 0,39 | 258      |
| Chosendo                  | 66,67 | 18,28 | 7,53  | 0,54 | 0    | 186      |
| Cunha                     | 58,79 | 23,64 | 3,03  | 6,67 | 0    | 165      |
| Faia                      | 41,58 | 44,55 | 3,96  | 0,99 | 0,99 | 101      |
| Ferreirim e Macieira      | 62,71 | 23,76 | 6,63  | 2,21 | 1,10 | 362      |
| Fonte Arcada e Escurquela | 48,58 | 34,43 | 4,72  | 5,19 | 1,42 | 212      |
| Granjal                   | 42,07 | 34,48 | 13,79 | 0,69 | 0,69 | 145      |
| Lamosa                    | 41,18 | 38,24 | 3,92  | 4,90 | 1,96 | 102      |
| Penso e Freixinho         | 49,49 | 27,78 | 12,12 | 2,53 | 2,02 | 198      |
| Quintela                  | 55,88 | 23,53 | 8,82  | 5,88 | 1,76 | 170      |
| Sernancelhe e Sarzeda     | 53,19 | 32,57 | 5,97  | 1,68 | 1,15 | 955      |
| Vila da Ponte             | 66,25 | 17,96 | 7,12  | 3,72 | 1,55 | 323      |
| Sernancelhe               | 55,56 | 27,46 | 7,05  | 3,09 | 1,21 | 3 303    |

### Tabuaço
| Partido                 | Partido                     | Votos | %               | +/-  |
| ----------------------- | --------------------------- | ----- | --------------- | ---- |
|                         | Partido Socialista          | 1 096 | 42,80 / 100,00  | 7,36 |
|                         | Partido Social Democrata    | 950   | 37,09 / 100,00  | 1,07 |
|                         | CHEGA                       | 193   | 7,54 / 100,00   | 6,83 |
|                         | CDS – Partido Popular       | 101   | 3,94 / 100,00   | 4,01 |
|                         | Bloco de Esquerda           | 62    | 2,42 / 100,00   | 4,70 |
|                         | Iniciativa Liberal          | 29    | 1,13 / 100,00   | 0,85 |
|                         | Outros (com menos de 1,00%) | 82    | 3,20 / 100,00   |      |
| Votos Inválidos         | Votos Inválidos             | 48    | 1,88 / 100,00   | 1,38 |
| Total                   | Total                       | 2 561 | 100,00 / 100,00 |      |
| Eleitorado/Participação | Eleitorado/Participação     | 4 819 | 53,14 / 100,00  | 2,38 |

| Freguesia                    | %     | %     | %     | %     | %    | %    | Votantes |
| Freguesia                    | PS    | PSD   | CH    | CDS   | BE   | IL   | Votantes |
| ---------------------------- | ----- | ----- | ----- | ----- | ---- | ---- | -------- |
| Freguesia                    |       |       |       |       |      |      | Votantes |
| Adorigo                      | 48,46 | 33,08 | 10,00 | 3,08  | 1,54 | 0    | 130      |
| Arcos                        | 48,86 | 34,09 | 7,95  | 4,55  | 1,14 | 0    | 88       |
| Barcos e Santa Leocádia      | 35,42 | 35,11 | 8,15  | 14,73 | 1,57 | 1,57 | 319      |
| Chavães                      | 46,59 | 36,93 | 8,52  | 2,27  | 1,14 | 0    | 176      |
| Desejosa                     | 52,31 | 27,69 | 4,62  | 3,08  | 1,54 | 0    | 65       |
| Granja do Tedo               | 15,31 | 66,33 | 4,08  | 5,10  | 2,04 | 2,04 | 98       |
| Longa                        | 29,90 | 42,27 | 12,37 | 1,03  | 5,15 | 1,03 | 97       |
| Paradela e Granjinha         | 36,36 | 34,55 | 14,55 | 0     | 7,27 | 0    | 55       |
| Pinheiros e Vale de Figueira | 28,03 | 50,96 | 5,73  | 4,46  | 3,82 | 0    | 157      |
| Sendim                       | 46,89 | 39,19 | 6,23  | 0,73  | 2,56 | 1,10 | 273      |
| Tabuaço                      | 44,37 | 35,52 | 7,77  | 2,68  | 2,55 | 1,34 | 746      |
| Távora e Pereiro             | 54,81 | 28,85 | 6,73  | 1,92  | 1,92 | 2,40 | 208      |
| Valença do Douro             | 53,69 | 30,20 | 4,70  | 0,67  | 2,68 | 2,01 | 149      |
| Tabuaço                      | 42,80 | 37,09 | 7,54  | 3,94  | 2,42 | 1,13 | 2 561    |

### Tarouca
| Partido                 | Partido                        | Votos | %               | +/-  |
| ----------------------- | ------------------------------ | ----- | --------------- | ---- |
|                         | Partido Social Democrata       | 1 467 | 39,21 / 100,00  | 0,22 |
|                         | Partido Socialista             | 1 444 | 38,60 / 100,00  | 5,24 |
|                         | CHEGA                          | 320   | 8,55 / 100,00   | 7,48 |
|                         | Bloco de Esquerda              | 109   | 2,91 / 100,00   | 3,82 |
|                         | Coligação Democrática Unitária | 91    | 2,43 / 100,00   | 0,56 |
|                         | CDS – Partido Popular          | 72    | 1,92 / 100,00   | 4,61 |
|                         | Iniciativa Liberal             | 69    | 1,84 / 100,00   | 1,43 |
|                         | Outros (com menos de 1,00%)    | 91    | 2,43 / 100,00   |      |
| Votos Inválidos         | Votos Inválidos                | 78    | 2,09 / 100,00   | 1,91 |
| Total                   | Total                          | 3 741 | 100,00 / 100,00 |      |
| Eleitorado/Participação | Eleitorado/Participação        | 7 142 | 52,38 / 100,00  | 5,44 |

| Freguesia                       | %     | %     | %     | %    | %    | %    | %    | Votantes |
| Freguesia                       | PSD   | PS    | CH    | BE   | CDU  | CDS  | IL   | Votantes |
| ------------------------------- | ----- | ----- | ----- | ---- | ---- | ---- | ---- | -------- |
| Freguesia                       |       |       |       |      |      |      |      | Votantes |
| Gouviães e Ucanha               | 42,51 | 37,17 | 6,95  | 2,14 | 4,01 | 1,87 | 1,60 | 374      |
| Granja Nova e Vila Chã da Beira | 35,08 | 44,35 | 7,26  | 4,03 | 2,42 | 2,02 | 1,61 | 248      |
| Mondim da Beira                 | 39,27 | 35,95 | 8,46  | 3,02 | 6,04 | 0,91 | 2,11 | 331      |
| Salzedas                        | 35,02 | 46,69 | 7,89  | 2,84 | 0,63 | 2,21 | 0,63 | 317      |
| São João de Tarouca             | 43,37 | 41,77 | 3,61  | 2,81 | 0,80 | 2,81 | 0    | 249      |
| Tarouca e Dálvares              | 38,48 | 37,05 | 10,04 | 3,11 | 2,20 | 1,91 | 2,34 | 2 092    |
| Várzea da Serra                 | 51,54 | 37,69 | 3,08  | 0    | 0    | 2,31 | 0,77 | 130      |
| Tarouca                         | 39,21 | 38,60 | 8,55  | 2,91 | 2,43 | 1,92 | 1,84 | 3 741    |

### Tondela
| Partido                 | Partido                        | Votos  | %               | +/-  |
| ----------------------- | ------------------------------ | ------ | --------------- | ---- |
|                         | Partido Socialista             | 5 779  | 40,68 / 100,00  | 8,03 |
|                         | Partido Social Democrata       | 5 300  | 37,31 / 100,00  | 0,14 |
|                         | CHEGA                          | 1 072  | 7,55 / 100,00   | 6,67 |
|                         | Bloco de Esquerda              | 432    | 3,04 / 100,00   | 5,67 |
|                         | Iniciativa Liberal             | 373    | 2,63 / 100,00   | 2,18 |
|                         | CDS – Partido Popular          | 309    | 2,18 / 100,00   | 3,85 |
|                         | Coligação Democrática Unitária | 254    | 1,79 / 100,00   | 0,50 |
|                         | Outros (com menos de 1,00%)    | 346    | 2,43 / 100,00   |      |
| Votos Inválidos         | Votos Inválidos                | 340    | 2,39 / 100,00   | 3,59 |
| Total                   | Total                          | 14 205 | 100,00 / 100,00 |      |
| Eleitorado/Participação | Eleitorado/Participação        | 24 799 | 57,28 / 100,00  | 2,78 |

| Freguesia                                | %     | %     | %     | %    | %    | %    | %    | Votantes |
| Freguesia                                | PS    | PSD   | CH    | BE   | IL   | CDS  | CDU  | Votantes |
| ---------------------------------------- | ----- | ----- | ----- | ---- | ---- | ---- | ---- | -------- |
| Freguesia                                |       |       |       |      |      |      |      | Votantes |
| Barreiro de Besteiros e Tourigo          | 27,58 | 51,41 | 7,36  | 1,07 | 1,74 | 4,02 | 0,54 | 747      |
| Campo de Besteiros                       | 42,29 | 32,53 | 6,36  | 5,09 | 3,25 | 3,39 | 1,98 | 707      |
| Canas de Santa Maria                     | 45,62 | 34,24 | 7,17  | 2,28 | 2,28 | 1,71 | 1,25 | 879      |
| Caparrosa e Silvares                     | 40,89 | 41,26 | 10,04 | 1,30 | 2,04 | 1,67 | 0,19 | 538      |
| Castelões                                | 33,53 | 42,45 | 9,64  | 3,31 | 1,87 | 2,59 | 1,29 | 695      |
| Dardavaz                                 | 30,88 | 47,74 | 10,45 | 3,09 | 0,71 | 2,85 | 0,71 | 421      |
| Ferreirós do Dão                         | 40,41 | 43,01 | 5,70  | 0,52 | 2,59 | 1,55 | 0    | 193      |
| Guardão                                  | 47,56 | 35,23 | 3,08  | 2,11 | 2,11 | 1,62 | 4,87 | 616      |
| Lajeosa do Dão                           | 42,18 | 32,68 | 10,47 | 2,09 | 2,79 | 4,75 | 1,12 | 716      |
| Lobão da Beira                           | 46,57 | 26,71 | 10,02 | 3,87 | 3,16 | 1,76 | 2,28 | 569      |
| Molelos                                  | 46,49 | 34,21 | 5,18  | 4,30 | 2,46 | 1,58 | 1,49 | 1 140    |
| Mouraz e Vila Nova da Rainha             | 40,48 | 37,96 | 8,33  | 2,78 | 2,25 | 1,59 | 2,51 | 756      |
| Parada de Gonta                          | 35,31 | 43,04 | 5,41  | 4,38 | 2,84 | 1,03 | 1,29 | 388      |
| Santiago de Besteiros                    | 38,63 | 41,34 | 7,94  | 2,35 | 2,17 | 2,53 | 1,08 | 554      |
| São João do Monte e Mosteirinho          | 35,66 | 48,98 | 6,56  | 2,46 | 0,82 | 1,23 | 1,02 | 488      |
| São Miguel do Outeiro e Sabugosa         | 46,16 | 31,25 | 8,24  | 3,27 | 3,55 | 1,28 | 1,99 | 704      |
| Tonda                                    | 43,87 | 34,19 | 5,93  | 3,16 | 2,17 | 2,17 | 3,75 | 506      |
| Tondela e Nandufe                        | 41,31 | 34,01 | 7,99  | 3,56 | 3,49 | 1,73 | 2,30 | 2 779    |
| Vilar de Besteiros e Mosteiro de Fráguas | 36,59 | 40,91 | 6,55  | 2,97 | 3,58 | 2,72 | 1,48 | 809      |
| Tondela                                  | 40,68 | 37,31 | 7,55  | 3,04 | 2,63 | 2,18 | 1,79 | 14 205   |

### Vila Nova de Paiva
| Partido                 | Partido                        | Votos | %               | +/-  |
| ----------------------- | ------------------------------ | ----- | --------------- | ---- |
|                         | Partido Social Democrata       | 1 224 | 47,17 / 100,00  | 2,96 |
|                         | Partido Socialista             | 872   | 33,60 / 100,00  | 4,71 |
|                         | CHEGA                          | 180   | 6,94 / 100,00   | 6,35 |
|                         | CDS – Partido Popular          | 66    | 2,54 / 100,00   | 5,95 |
|                         | Iniciativa Liberal             | 61    | 2,35 / 100,00   | 1,50 |
|                         | Coligação Democrática Unitária | 42    | 1,62 / 100,00   | 0,71 |
|                         | Bloco de Esquerda              | 27    | 1,04 / 100,00   | 3,84 |
|                         | Outros (com menos de 1,00%)    | 63    | 2,43 / 100,00   |      |
| Votos Inválidos         | Votos Inválidos                | 60    | 2,31 / 100,00   | 1,85 |
| Total                   | Total                          | 2 595 | 100,00 / 100,00 |      |
| Eleitorado/Participação | Eleitorado/Participação        | 5 923 | 43,81 / 100,00  | 6,40 |

| Freguesia                            | %     | %     | %     | %    | %    | %    | %    | Votantes |
| Freguesia                            | PSD   | PS    | CH    | CDS  | IL   | CDU  | BE   | Votantes |
| ------------------------------------ | ----- | ----- | ----- | ---- | ---- | ---- | ---- | -------- |
| Freguesia                            |       |       |       |      |      |      |      | Votantes |
| Pendilhe                             | 31,14 | 37,36 | 14,65 | 5,86 | 2,93 | 1,83 | 0,73 | 273      |
| Queiriga                             | 45,91 | 35,67 | 7,02  | 2,34 | 0,88 | 1,46 | 0,88 | 342      |
| Touro                                | 51,17 | 30,15 | 6,16  | 3,61 | 3,18 | 0,21 | 1,49 | 471      |
| Vila Cova à Coelheira                | 52,69 | 30,91 | 6,32  | 2,58 | 0,70 | 1,87 | 1,17 | 427      |
| Vila Nova de Paiva, Alhais e Fráguas | 47,69 | 34,57 | 5,55  | 1,29 | 2,96 | 2,31 | 0,74 | 1 082    |
| Vila Nova de Paiva                   | 47,17 | 33,60 | 6,94  | 2,54 | 2,35 | 1,62 | 1,04 | 2 595    |

### Viseu
| Partido                 | Partido                        | Votos  | %               | +/-  |
| ----------------------- | ------------------------------ | ------ | --------------- | ---- |
|                         | Partido Socialista             | 20 576 | 39,19 / 100,00  | 7,99 |
|                         | Partido Social Democrata       | 19 219 | 36,60 / 100,00  | 0,84 |
|                         | CHEGA                          | 4 279  | 8,15 / 100,00   | 6,97 |
|                         | Iniciativa Liberal             | 1 998  | 3,81 / 100,00   | 2,91 |
|                         | Bloco de Esquerda              | 1 882  | 3,58 / 100,00   | 6,14 |
|                         | CDS – Partido Popular          | 996    | 1,90 / 100,00   | 3,62 |
|                         | Coligação Democrática Unitária | 858    | 1,63 / 100,00   | 0,78 |
|                         | Pessoas–Animais–Natureza       | 628    | 1,20 / 100,00   | 1,53 |
|                         | Outros (com menos de 1,00%)    | 994    | 1,89 / 100,00   |      |
| Votos Inválidos         | Votos Inválidos                | 1 079  | 2,05 / 100,00   | 2,79 |
| Total                   | Total                          | 52 509 | 100,00 / 100,00 |      |
| Eleitorado/Participação | Eleitorado/Participação        | 92 421 | 56,82 / 100,00  | 3,44 |

| Freguesia                          | %     | %     | %     | %    | %    | %    | %    | %    | Votantes |
| Freguesia                          | PS    | PSD   | CH    | IL   | BE   | CDS  | CDU  | PAN  | Votantes |
| ---------------------------------- | ----- | ----- | ----- | ---- | ---- | ---- | ---- | ---- | -------- |
| Freguesia                          |       |       |       |      |      |      |      |      | Votantes |
| Abraveses                          | 37,21 | 36,27 | 8,77  | 3,90 | 4,20 | 1,62 | 2,17 | 1,71 | 4 332    |
| Barreiros e Cepões                 | 45,05 | 35,68 | 8,46  | 1,69 | 1,56 | 2,99 | 0,78 | 0,78 | 768      |
| Boa Aldeia, Farminhão e Torredeita | 52,20 | 28,23 | 8,36  | 1,34 | 2,39 | 2,09 | 1,19 | 0,52 | 1 339    |
| Bodiosa                            | 32,67 | 44,35 | 9,43  | 2,45 | 3,23 | 2,00 | 0,58 | 0,84 | 1 549    |
| Calde                              | 35,74 | 41,31 | 9,04  | 2,64 | 3,62 | 1,67 | 0,42 | 0,56 | 719      |
| Campo                              | 35,50 | 38,52 | 10,17 | 3,98 | 3,42 | 1,65 | 1,77 | 1,41 | 2 487    |
| Cavernães                          | 39,92 | 37,55 | 10,43 | 2,23 | 1,39 | 2,23 | 0,83 | 1,25 | 719      |
| Cota                               | 41,76 | 40,63 | 5,64  | 1,13 | 1,81 | 3,16 | 0,68 | 1,13 | 443      |
| Coutos de Viseu                    | 45,39 | 31,98 | 8,85  | 3,92 | 2,28 | 2,15 | 1,14 | 0,88 | 791      |
| Fail e Vila Chã de Sá              | 42,33 | 30,91 | 12,85 | 2,87 | 3,55 | 0,91 | 1,21 | 0,83 | 1 323    |
| Fragosela                          | 42,15 | 36,11 | 7,68  | 3,27 | 2,56 | 2,06 | 1,71 | 1,14 | 1 407    |
| Lordosa                            | 37,90 | 39,52 | 8,53  | 2,53 | 2,19 | 3,46 | 0,69 | 0,69 | 868      |
| Mundão                             | 39,38 | 37,13 | 7,25  | 3,92 | 4,06 | 1,74 | 1,52 | 1,31 | 1 379    |
| Orgens                             | 40,91 | 36,47 | 7,15  | 3,12 | 3,78 | 1,53 | 2,45 | 0,82 | 1 958    |
| Povolide                           | 42,22 | 36,61 | 10,71 | 2,55 | 0,51 | 2,04 | 1,66 | 1,28 | 784      |
| Ranhados                           | 37,65 | 36,55 | 6,75  | 5,44 | 4,60 | 1,94 | 1,73 | 1,38 | 2 829    |
| Repeses e São Salvador             | 42,20 | 34,20 | 7,11  | 4,91 | 3,49 | 1,14 | 1,80 | 1,23 | 3 500    |
| Ribafeita                          | 32,40 | 47,44 | 10,54 | 2,02 | 1,09 | 2,17 | 0,93 | 0,47 | 645      |
| Rio de Loba                        | 38,29 | 36,41 | 8,38  | 4,53 | 4,07 | 1,80 | 1,50 | 1,30 | 4 787    |
| Santos Evos                        | 46,97 | 33,65 | 7,67  | 3,10 | 2,29 | 1,21 | 1,08 | 1,35 | 743      |
| São Cipriano e Vil de Souto        | 39,57 | 35,50 | 9,27  | 1,95 | 3,99 | 2,41 | 0,93 | 0,74 | 1 079    |
| São João de Lourosa                | 40,41 | 34,29 | 10,97 | 3,08 | 3,12 | 1,97 | 1,36 | 1,15 | 2 435    |
| São Pedro de France                | 42,56 | 36,76 | 9,08  | 2,38 | 1,64 | 1,93 | 1,19 | 0,15 | 672      |
| Silgueiros                         | 45,33 | 34,17 | 10,34 | 1,77 | 1,51 | 2,27 | 1,13 | 0,50 | 1 586    |
| Viseu                              | 36,93 | 37,71 | 6,39  | 4,71 | 4,47 | 2,06 | 2,04 | 1,41 | 13 367   |
| Viseu                              | 39,19 | 36,60 | 8,15  | 3,81 | 3,58 | 1,90 | 1,63 | 1,20 | 52 509   |

### Vouzela
| Partido                 | Partido                        | Votos | %               | +/-  |
| ----------------------- | ------------------------------ | ----- | --------------- | ---- |
|                         | Partido Socialista             | 2 140 | 40,71 / 100,00  | 5,07 |
|                         | Partido Social Democrata       | 2 054 | 39,07 / 100,00  | 0,62 |
|                         | CHEGA                          | 434   | 8,26 / 100,00   | 7,47 |
|                         | Bloco de Esquerda              | 150   | 2,85 / 100,00   | 3,56 |
|                         | Iniciativa Liberal             | 112   | 2,13 / 100,00   | 1,82 |
|                         | CDS – Partido Popular          | 67    | 1,27 / 100,00   | 3,75 |
|                         | Coligação Democrática Unitária | 64    | 1,22 / 100,00   | 0,42 |
|                         | Outros (com menos de 1,00%)    | 124   | 2,35 / 100,00   |      |
| Votos Inválidos         | Votos Inválidos                | 112   | 2,14 / 100,00   | 3,39 |
| Total                   | Total                          | 5 257 | 100,00 / 100,00 |      |
| Eleitorado/Participação | Eleitorado/Participação        | 8 974 | 58,58 / 100,00  | 1,66 |

| Freguesia                        | %     | %     | %     | %    | %    | %    | %    | Votantes |
| Freguesia                        | PS    | PSD   | CH    | BE   | IL   | CDS  | CDU  | Votantes |
| -------------------------------- | ----- | ----- | ----- | ---- | ---- | ---- | ---- | -------- |
| Freguesia                        |       |       |       |      |      |      |      | Votantes |
| Alcofra                          | 39,54 | 41,84 | 7,53  | 2,51 | 1,88 | 0,63 | 1,46 | 478      |
| Cambra e Carvalhal de Vermilhas  | 29,22 | 49,71 | 7,70  | 4,36 | 1,74 | 1,89 | 1,02 | 688      |
| Campia                           | 18,98 | 55,02 | 13,89 | 1,65 | 2,20 | 2,34 | 1,10 | 727      |
| Fataunços e Figueiredo das Donas | 46,05 | 34,12 | 7,06  | 2,52 | 2,18 | 2,02 | 1,01 | 595      |
| Fornelo do Monte                 | 60,93 | 29,14 | 3,97  | 0    | 1,99 | 0    | 0,66 | 151      |
| Queirã                           | 44,81 | 35,96 | 10,10 | 2,49 | 1,24 | 0,55 | 0,97 | 723      |
| São Miguel do Mato               | 52,27 | 31,75 | 7,56  | 1,94 | 1,30 | 1,30 | 1,30 | 463      |
| Ventosa                          | 57,14 | 25,93 | 6,35  | 3,17 | 2,65 | 1,06 | 0,53 | 378      |
| Vouzela e Paços de Vilharigues   | 44,02 | 34,16 | 6,07  | 3,98 | 3,23 | 0,76 | 1,90 | 1 054    |
| Vouzela                          | 40,71 | 39,07 | 8,26  | 2,85 | 2,13 | 1,27 | 1,22 | 5 257    |

## Lista de Deputados Eleitos
A lista apresentada é conforme a aplicação do Método D'Hondt:
| N.º | Nome                                       | Partido | Partido                  | Quociente  |
| --- | ------------------------------------------ | ------- | ------------------------ | ---------- |
| 1   | João Nuno Ferreira Gonçalves Azevedo       |         | Partido Socialista       | 76642      |
| 2   | Hugo Daniel Alves Martins de Carvalho      |         | Partido Social Democrata | 67888      |
| 3   | Lúcia Fernanda Ferreira Araújo da Silva    |         | Partido Socialista       | 38321      |
| 4   | António Guilherme de Jesus Pais de Almeida |         | Partido Social Democrata | 33944      |
| 5   | José Rui Alves Duarte da Cruz              |         | Partido Socialista       | 25547,3333 |
| 6   | Cristiana Maria da Silva Ferreira          |         | Partido Social Democrata | 22629,3333 |
| 7   | João Paulo de Loureiro Rebelo              |         | Partido Socialista       | 19160,5    |
| 8   | Hugo João Ribeiro Maravilha                |         | Partido Social Democrata | 16972      |